# Gnophos badakhshanus
Gnophos badakhshanus là một loài bướm đêm trong họ Geometridae.